# Gett: Le procès de Viviane Amsalem
Gett: Le procès de Viviane Amsalem (Engels: Gett: The Trial of Viviane Amsalem) is een Israëlisch-Duits-Franse film uit 2014, geschreven en geregisseerd door Ronit Elkabetz en Shlomi Elkabetz. De film ging in première op 16 mei op het filmfestival van Cannes.

## Verhaal
Viviane Amsalem wil na drie jaar scheiden van haar man Shimon Amsalem. Maar in Israël bestaan geen burgerlijk huwelijk en alleen rabbijnen kunnen wettelijk een huwelijk afsluiten of ontbinden. Dit kan echter enkel met instemming van de man. Vijf jaar lang procedeert Viviane om de echtscheiding te bekomen.

## Rolverdeling
| Acteur         | Personage        |
| -------------- | ---------------- |
| Ronit Elkabetz | Viviane Amsalem  |
| Sasson Gabai   | Shimon Amsalem   |
| Menashe Noy    | Carmel Ben-Tovim |
| Simon Abkarian | Elijah Amsalem   |
| Rami Danon     | Rabbi Danino     |
| Roberto Pollak | Rabbi Abraham    |
| Eli Gornstein  | Rabbi Salmion    |

## Productie
De film is het derde deel van de filmtrilogie (geschreven en geregisseerd door Ronit Elkabetz samen met haar broer Shlomi Elkabetz), bestaande uit het semiautobiografische Ve'Lakhta Lehe Isha (2004) en Shiva (2008). De film kreeg in 2014 twaalf nominaties voor de Israëlische Ophir Awards waarvan er twee gewonnen werden. De film werd in 2015 geselecteerd als de Israëlische inzending voor de Oscar voor beste niet-Engelstalige film maar werd niet genomineerd. De film werd wel genomineerd voor de Golden Globe voor beste buitenlandse film.
Gett: Le procès de Viviane Amsalem ontving heel positieve kritieken met een score van 100% op Rotten Tomatoes.

## Prijzen en nominaties
De film won dertien prijzen en kreeg veertien nominaties waaronder de belangrijkste:
| jaar | prijs        | categorie               | genomineerde(n)         | uitslag     |
| ---- | ------------ | ----------------------- | ----------------------- | ----------- |
| 2015 | Golden Globe | Beste buitenlandse film | Beste buitenlandse film | Genomineerd |
| 2014 | Ophir        | Beste film              | Beste film              | Gewonnen    |